# لورنزو روستی
لورنزو روستی (انگلیسی: Lorenzo Rosseti؛ زادهٔ ۵ اوت ۱۹۹۴) بازیکن فوتبال اهل ایتالیا است.
از باشگاه‌هایی که در آن بازی کرده‌است می‌توان به باشگاه فوتبال آسکولی، باشگاه فوتبال یوونتوس، باشگاه فوتبال روبور سیه‌نا، باشگاه فوتبال چزنا، و باشگاه فوتبال آتالانتا اشاره کرد.
وی همچنین در تیم‌های ملی فوتبال زیر ۱۸ سال ایتالیا، زیر ۱۹ سال ایتالیا، زیر ۲۰ سال ایتالیا، و زیر ۲۱ سال ایتالیا بازی کرده‌است.